# Катерина (ім'я)
Катерина (грецьке: Κατερίνα; російською, українською, болгарською і македонською: Катерина) - жіноче ім'я. Грецький варіант імені Ekaterini і російська та болгарська коротка форма імені Екатерина. Квітка імені Катерини — лотос.
Ім'я Катерина часто асоціюється з грецьким словом katharos, що означає "чистий" (див. Кетрін#походження і значення).

## Відомі носійки
- Катерина Арагонська, королева Англії
- Катерина Медічі, французька королева-матір
- Катерина Езау, американська ботанікиня
- Катерина Малєєва, болгарська тенісистка
- Катержина Пивонькова, чеська плавчиня
- Катерина Грехем, американська акторка, співачка і модель
- Катерина Дідаскалоу, грецька акторка
- Катерина Георгиаду, грецька фотомодель

Інші:
- Катеріні, місто в Греції, раніше Катерина
- Катерина, поема Тараса Шевченка, також однойменна картина.
- Катерина, роман ізраїльського письменника Аарона Аппельфельда